# Загребельня
Загребе́льня — село в Україні, у Калинівській міській громаді Хмільницького району Вінницької області. Населення становить 627 осіб.

## Історія
12 червня 2020 року, відповідно до Розпорядження Кабінету Міністрів України № 707-р, «Про визначення адміністративних центрів та затвердження територій територіальних громад Вінницької області», увійшло до складу Калинівської міської громади.
19 липня 2020 року, в результаті адміністративно-територіальної реформи і ліквідації Калинівського району, село увійшло до складу новоутвореного Хмільницького району.

## Населення

### Мова
Розподіл населення за рідною мовою за даними перепису 2001 року:
| Мова            | Кількість | Відсоток |
| --------------- | --------- | -------- |
| українська      | 610       | 97.29%   |
| російська       | 16        | 2.55%    |
| інші/не вказали | 1         | 0.16%    |
| Усього          | 627       | 100%     |